# Han Jü
Han Jü  (pinjin, hangsúlyjelekkel: Hán Yù; hagyományos kínai: 韓愈; egyszerűsített kínai 韩愈; további névváltozatok: Han Tuj-cse (Han Tuizhi) 韓退之 / 韩退之, Han Csang-li (Han Changli) 韓昌黎 / 韩昌黎, halotti név: Han Ven-kung (Han Wengong) 韓文公 / 韩文公) (Nanjang (Nanyang), Honan (Henan) tartomány, 768. - Csang'an (Chang'an), 824.) a Tang-dinasztia korának kiemelkedő költője, írója, filozófusa.

## Élete és munkássága
Művelt családból származott, de apja az ő kétéves korában meghalt, bátyja nevelte fel. Gyorsan megtanult írni és olvasni, nagy tehetséggel tanulmányozta Konfuciusz munkáit. Családja hamarosan a fővárosba költözött, de aztán száműzték őket, mivel bátyja egy akkoriban megbukott miniszter követői közé tartozott. Han Jü (Han Yu) 792-ben, négy kísérlet után tette le sikeresen a császári vizsgát. Ezután katonai kormányzói állásokat kapott vidéken, majd 802-ben fővárosi álláshoz jutott, de hamarosan udvari intrikák vesztese lett és száműzték. Ekkoriban egy nagy visszhangot kiváltó emlékiratban emelte fel szavát az országban terjedő buddhista befolyás miatt. Később visszatérhetett a császárvárosba és megbecsült tisztviselőként hunyt el.
A Tang-kori próza egyik legnagyobb mesterének tekintik. Szponzorként is támogatta a kor sok más irodalmárát, köztük Li Ho (Li He)t, Meng Csiao (Meng Jiao)t.
Filozófiai munkásságában keményen védelmezte a konfucianizmus elveit az akkoriban az udvarban is népszerű buddhizmussal és a taoizmussal szemben. A neokonfucianizmus előfutáraként filozófiai rendszert is kidolgozott a konfucianizmus megújítására. Politikailag konzervatív volt, az emberek egyenlőtlenségét vallotta, osztályozta őket képességeik és jellemük szerint.
Puritanizmusa irodalmi stílusában is érvényesült: régies, de egyszerű, közérthető nyelven, lényegre törően írt. Példaképe Sze-ma Csien (Sima Qian), a történetíró volt.
Mintegy háromszáz verse maradt fenn, ezek kivívták kora és az utókor csodálatát. mindmáig mint a Tang-kor egyik legnagyobb költőjét tartják számon. Tájleíró költeményeiben a szokatlant, a különöset kereste. Idős korában írott verseiben Tao Jüan-ming, Tu Fu hagyományait követve közvetlenül politizált.

### Magyarul

#### Esszék, értekezések
- Beadvány a császárhoz Buddha ereklyéje ügyében (részlet). In Csongor Barnabás: Kína vallásai. Budapest, Körösi Csoma Társaság 1989. 34-37. o.[1]
- Levél a krokodilnak. In Csongor Barnabás: Kína vallásai. Budapest, Körösi Csoma Társaság 1989. 37-40. o.[1]
- Az útról. Fordította: Polonyi Péter: Han Jü és a kínai reneszánsz kezdete. 133-145. o.
- A professzorhoz. Fordította: Polonyi Péter: Han Jü és a kínai reneszánsz kezdete. 174-177. o.
- Az előrehaladásról a tudományokban. Polonyi Péter: Han Jü és a kínai reneszánsz kezdete. 177-183. o.
- Az unikornisról. Fordította: Tokaji Zsolt[1]
- Az oktatókról. Fordította: Tokaji Zsolt[1]

#### Versek
- Hegyi kövek. Weöres Sándor műfordításában. In. KKK 1967, II. kötet, 207. o.[1]
- Kődobok Weöres Sándor műfordításában.[1]
- Őszi vers. Faludy György műfordításában.[1]
- Tavaszi vágyak Ágner Lajos műfordításában.[1]
- Este Képes Géza műfordításában.[1]
- Éji dal Képes Géza műfordításában.[1]